# Norgesmesterskapet 1963
La Norgesmesterskapet 1963 di calcio fu la 58ª edizione del torneo. La squadra vincitrice fu lo Skeid, che vinse la finale contro il Fredrikstad con il punteggio di 2-1.

## Risultati

### Terzo turno
| Squadra 1    | Risultato      | Squadra 2       |
| ------------ | -------------- | --------------- |
| Sagene       | 2 – 1          | Ørn             |
| Aurskog      | 0 - 1          | Frigg           |
| Stavanger    | 1 - 3          | Sandefjord BK   |
| Falken       | 0 - 3          | Vålerengen      |
| Fredrikstad  | 3 – 1          | Larvik Turn     |
| Lyn Oslo     | 5 – 1          | Hødd            |
| Skeid        | 9 – 0          | Pors            |
| Lillestrøm   | 4 - 6          | Ulf             |
| Gjøvik-Lyn   | 6 – 0          | Kristiansund FK |
| Drafn        | 2 – 1          | Steinkjer       |
| Eik-Tønsberg | 2 - 2 (d.t.s.) | Greåker         |
| Bryne        | 1 - 2          | Brann           |
| Viking       | 3 – 0          | Os              |
| Årstad       | 1 - 2 (d.t.s.) | Vard Haugesund  |
| Rosenborg    | 2 - 4          | Bodø/Glimt      |
| Sverre       | 2 - 4          | Raufoss         |

#### Ripetizione
| Squadra 1 | Risultato | Squadra 2    |
| --------- | --------- | ------------ |
| Greåker   | 1 - 4     | Eik-Tønsberg |

### Quarto turno
| Squadra 1      | Risultato      | Squadra 2   |
| -------------- | -------------- | ----------- |
| Sandefjord BK  | 1 - 2 (d.t.s.) | Skeid       |
| Frigg          | 1 – 0          | Bodø/Glimt  |
| Vålerengen     | 1 - 1 (d.t.s.) | Drafn       |
| Raufoss        | 1 - 5          | Fredrikstad |
| Ulf            | 1 - 3          | Gjøvik-Lyn  |
| Vard Haugesund | 1 - 5          | Lyn Oslo    |
| Brann          | 0 - 1          | Sagene      |
| Eik-Tønsberg   | 0 - 2          | Viking      |

#### Ripetizione
| Squadra 1 | Risultato | Squadra 2  |
| --------- | --------- | ---------- |
| Drafn     | 1 - 3     | Vålerengen |

### Quarto turno
| Squadra 1   | Risultato      | Squadra 2  |
| ----------- | -------------- | ---------- |
| Gjøvik-Lyn  | 2 – 1 (d.t.s.) | Sagene     |
| Lyn Oslo    | 0 - 5          | Skeid      |
| Viking      | 1 - 1 (d.t.s.) | Frigg      |
| Fredrikstad | 3 – 0          | Vålerengen |

#### Ripetizione
| Squadra 1            | Risultato      | Squadra 2 |
| -------------------- | -------------- | --------- |
| Frigg                | 0 - 0 (d.t.s.) | Viking    |
| Seconda ripetizione. |                |           |
| Viking               | 2 – 0          | Frigg     |

### Semifinali
| Squadra 1  | Risultato | Squadra 2   |
| ---------- | --------- | ----------- |
| Gjøvik-Lyn | 2 - 3     | Skeid       |
| Viking     | 0 - 2     | Fredrikstad |

### Finale
| Arbitro: | Furulund (Løren) |

|                           |           |           |
| Sjøberg 50’ Sæthrang 118’ | Marcatori | 19’ Høili |

#### Formazioni
| Skeid        |  |                     |
|              |  |                     |
|              |  | Kjell Kaspersen     |
|              |  | Kjell Wangen        |
|              |  | Finn Haglund        |
|              |  | Finn Tøraasen       |
|              |  | Frank Olafsen       |
|              |  | Finn Thorsen        |
|              |  | Erik Mejlo          |
|              |  | Terje Gulbrandsen   |
|              |  | Jan Mathisen        |
|              |  | Bjørn Elvenes       |
|              |  | Kai Sjøberg         |
|              |  | Pål Sæthrang        |
|              |  | Terje Kristoffersen |
|              |  | Jan Gulbrandsen     |
| Allenatore:  |  |                     |
| Brede Borgen |  |                     |

| Fredrikstad |  |                   |
|             |  |                   |
|             |  | Kai Henriksen     |
|             |  | Kjell Andreassen  |
|             |  | Per Martinsen     |
|             |  | Roar Johansen     |
|             |  | Hans Mathisen     |
|             |  | Rolf Olsen        |
|             |  | Bjørn Borgen      |
|             |  | Arne Pedersen     |
|             |  | Terje Høili       |
|             |  | Per Kristoffersen |
|             |  | Jan Aas           |